# 무주등나무운동장
무주등나무운동장(茂朱藤나무運動場, Muju Deungnamu Stadium)은 대한민국 무주군에 있는 축구 경기장이다. 1989년 8월에 '무주공설운동장'으로 개장했고, '무주 프로젝트'의 일환으로 리모델링하여 2001년 1월에 '무주등나무운동장'으로 명칭이 변경되었다. 등나무 넝쿨이 관중석 지붕에 올라타도록 500여 그루의 등나무를 심어 관중석에 나무 그늘이 만들어지도록 설계된 경기장이다. 이곳에서 무주반딧불축제, 무주산골영화제가 개최되고 있다.

## 참고 문헌
- 〈무주등나무운동장〉. 《한국향토문화전자대전》. 한국학중앙연구원.[깨진 링크(과거 내용 찾기)]
- “무주군청 부서 및 직원안내 - 시설사업소”. 무주군청.
- 《전국 공공체육 시설 현황 (2017년말 기준)》. 대한민국 문화체육관광부. 2019.
- 정기용 (2008년 10월 15일). 《감응의 건축》. 현실문화연구. ISBN 9788992214629.
- “무주 공공 프로젝트 - 공설운동장”. 정기용 기념사업회.

## 같이 보기
- 무주예체문화관
- 무주반딧불축제
- 무주산골영화제
- 정기용
- 말하는 건축가